# The Royalettes
The Royalettes, vokal tjejgrupp bildad i Baltimore, Maryland, USA 1961. Medlemmar i gruppen var Ronnie Brown, Terry Jones, Anita Ross, och Sheila Ross. Gruppens sound kan beskrivas som soul blandad med luftig pop. Deras största framgång blev låten "It's Gonna Take a Miracle" som nådde plats #41 på popsingellistan i USA 1965. Nästa singel "I Want to Meet Him" nådde plats #72. Gruppen upplöstes 1969 efter att inte ha nått framgång med sitt material.

## Diskografi
- The Elegant Sounds of the Royalettes (1966)